# Tommy Lonergan
Pour les articles homonymes, voir Lonergan.
Tommy Lonergan, né le 2 janvier 2004 à Dunboyne en Irlande, est un footballeur irlandais qui évolue au poste d'avant-centre au Waterford FC.

## Biographie

### En club
Né à Dunboyne en Irlande, Tommy Lonergan est formé par le Cherry Orchard avant de rejoindre en 2019 le St. Patrick's Athletic FC, où il poursuit sa formation et joue son premier match professionnel.
En janvier 2022, il rejoint l'UC Dublin. Il fait sa première apparition sous ses nouvelles couleurs le 19 mai 2022, lors d'une rencontre de championnat face au Shamrock Rovers. Il entre en jeu et son équipe est battue par trois buts à zéro,.
En janvier 2023, Tommy Lonergan fait son retour au St. Patrick's Athletic FC. Le transfert est annoncé dès le 25 novembre 2022. Il participe à la finale de la coupe d'Irlande 2023, qui a lieu le 12 novembre 2023 face au Bohemians FC. Il entre en jeu à la place de Conor Carty (en) et participe à la victoire de son équipe en marquant le troisième but des siens (1-3 score final),.
Le 1er février 2024, Tommy Lonergan quitte le club et rejoint Fleetwood Town. Il signe un contrat courant jusqu'en juin 2026, avec une année supplémentaire en option.

### En sélection
Tommy Lonergan représente l'Irlande en sélection. Il commence avec les moins de 16 ans, marquant quatre buts en six matchs entre 2019 et 2020.
Lonergan joue son premier match avec l'équipe d'Irlande espoirs le 14 novembre 2024, contre la Suède. Il entre en jeu et son équipe est battue par deux buts à zéro.

## Palmarès

### En club
St. Patrick's Athletic FC
- Coupe d'Irlande
  - Vainqueur : 2023.